# Principais sítios mineiros da Valónia
Os Principais sítios mineiros da Valónia constitui-se em um conjunto de quatro sítios (locais) (Grand-Hornu, Bois-du-Luc, Bois du Cazier e Blegny-Mine) da exploração e extração de carvão na Bélgica, desde os primórdios da Revolução Industrial (metade do século XIX até à metade do século XX) e são uns dos mais significativos e bem preservados locais históricos do advento da Revolução Industrial no continente europeu.
As quatro localidades preservam a evolução técnico-industrial na mineração e extração do carvão, o planejamento de estruturas e edifícios aos mineiros, elaboração de um projeto urbano social no entorno das minas e valorização dos aspectos sociais e humanos voltados aos mineiros e famílias, valorizando suas histórias e no particular, em memória, ao acidente de 1956 em Bois du Cazier.
Em 2012 o Comitê do Patrimônio Mundial em sua trigésima sexta sessão homologou a inscrição e declarou o Principais sítios mineiros da Valônia como Patrimônio Mundial.

## Lista dos sítios mineiros
| Número de série | Nome           | Coordenadas                 | Localização      | Área de mineração(hectare) | Área total |
| --------------- | -------------- | --------------------------- | ---------------- | -------------------------- | ---------- |
| 1344rev-001     | Le Grand-Hornu | 50° 26′ 07″ N, 3° 50′ 18″ L | Hornu            | 15.86                      | 47.81      |
| 1344rev-002     | Bois-du-Luc    | 50° 28′ 17″ N, 4° 08′ 58″ L | Houdeng-Aimeries | 62.55                      | 100.21     |
| 1344rev-003     | Bois du Cazier | 50° 22′ 40″ N, 4° 26′ 27″ L | Marcinelle       | 26.88                      | 104.06     |
| 1344rev-004     | Blegny-Mine    | 50° 41′ 10″ N, 5° 43′ 21″ L | Trembleur        | 12.78                      | 92.62      |

## Imagens

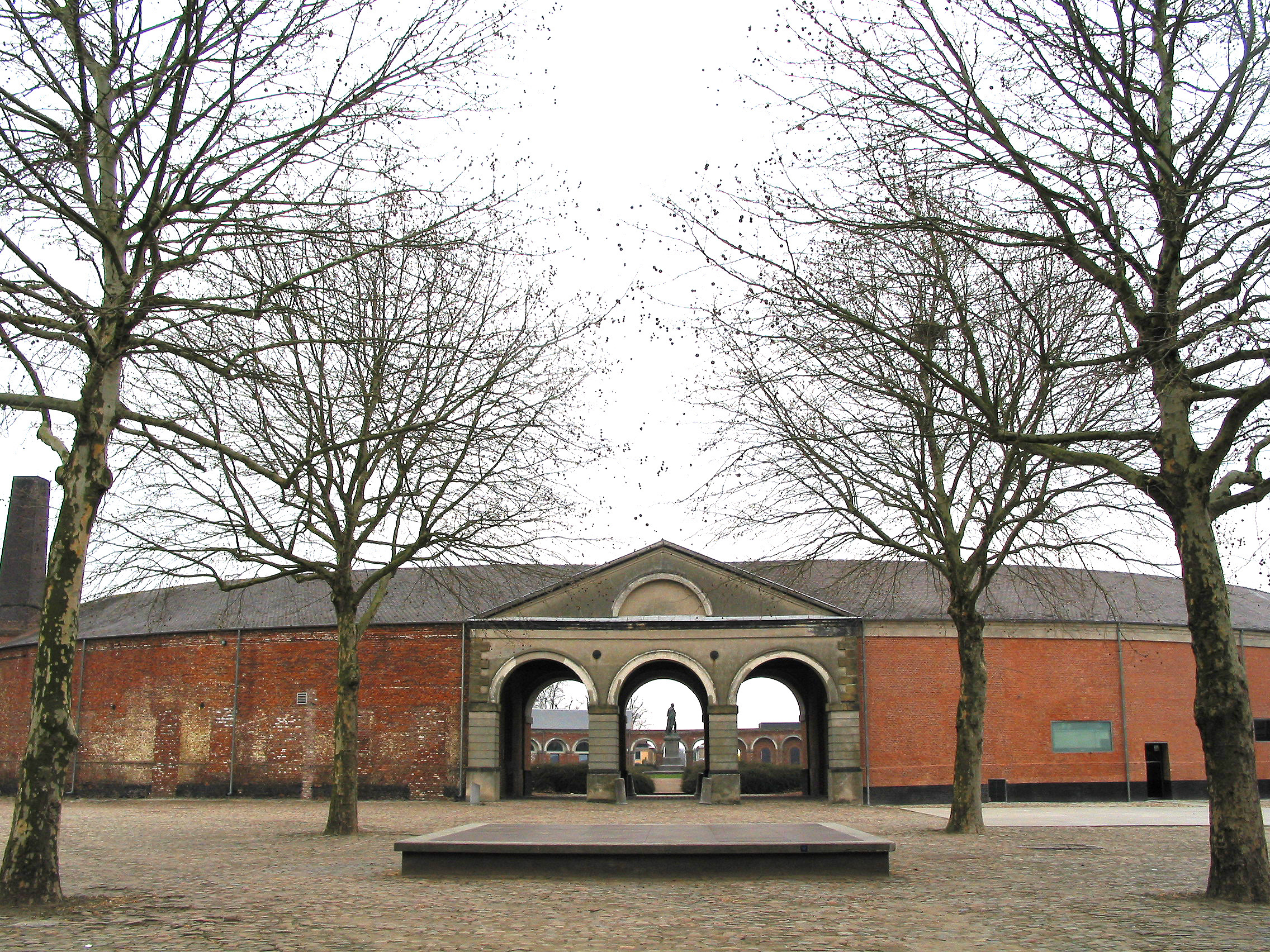
Le Grand-Hornu
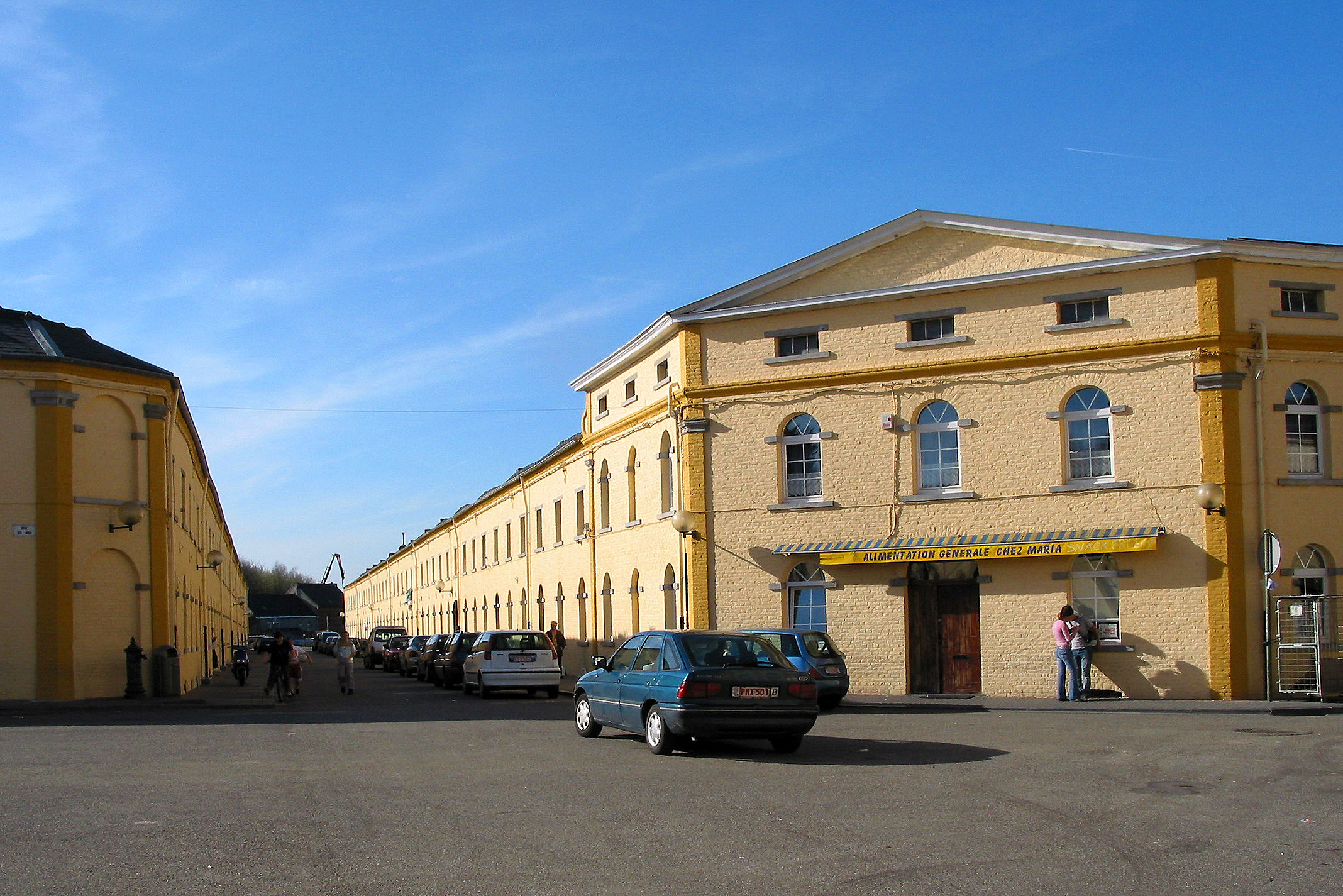
Bois-du-Luc
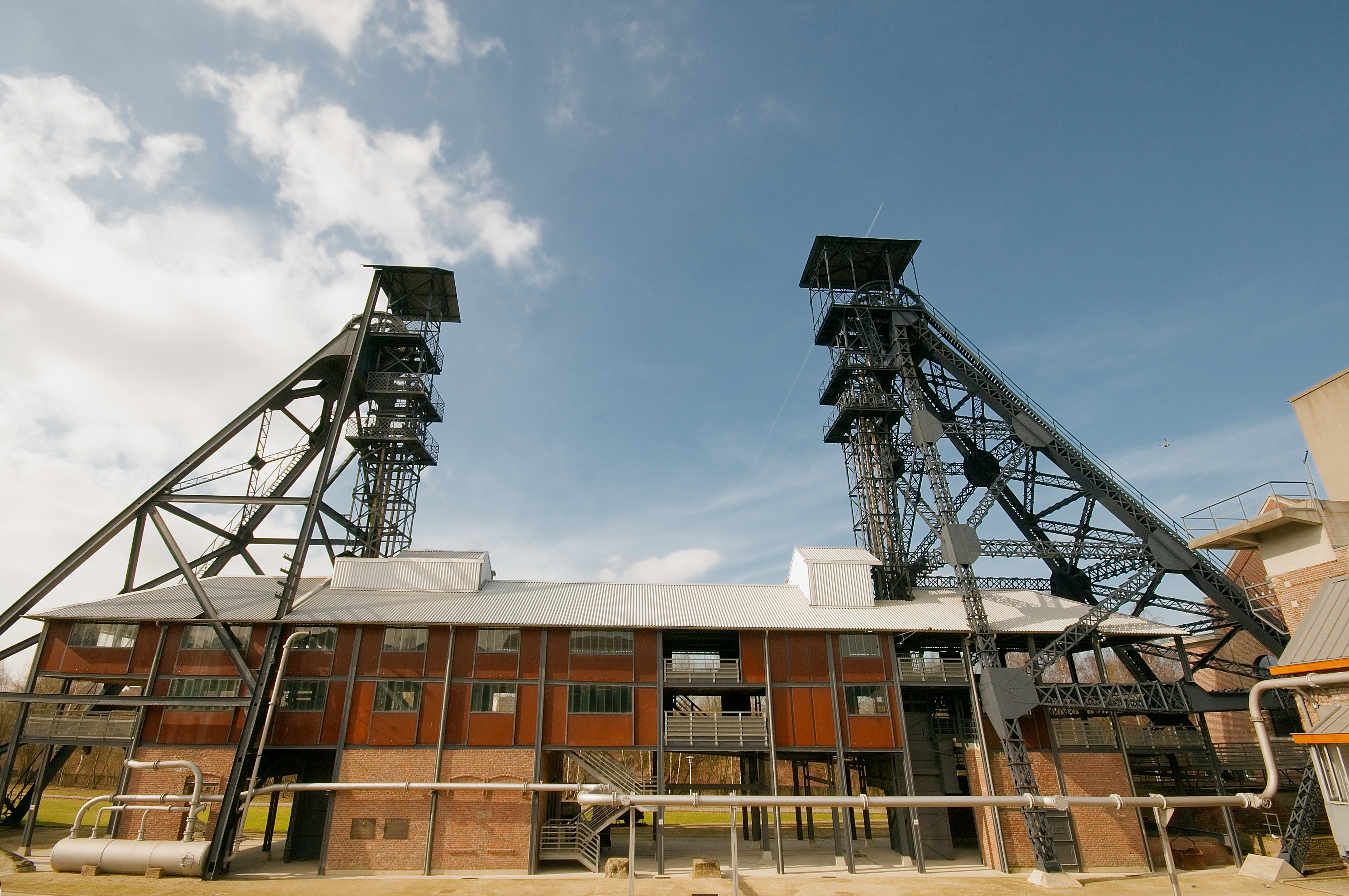
Bois du Cazier
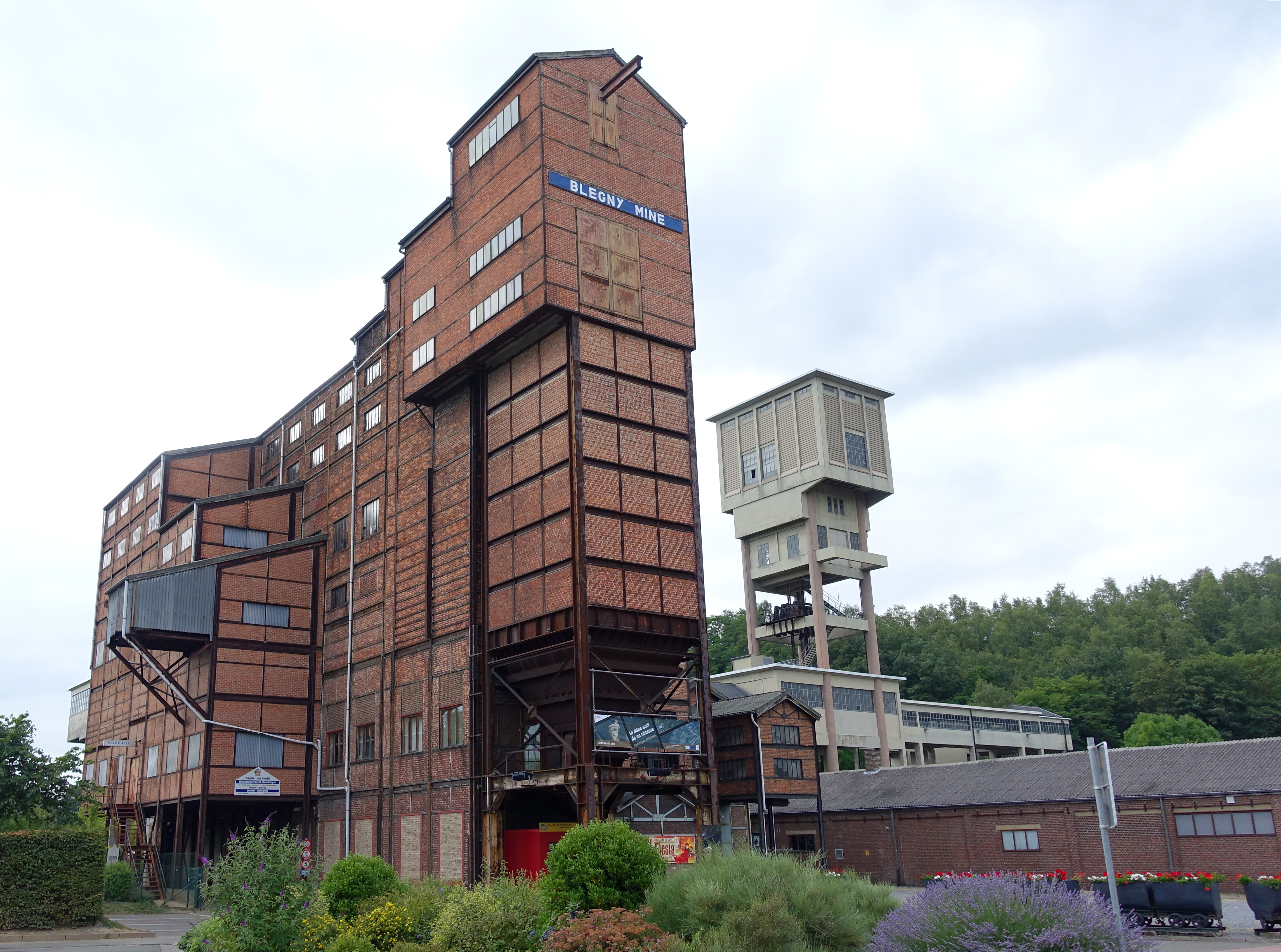
Blegny-Mine